# タワーエア
タワーエア（Tower Air）は、1983年から2000年まで営業していたアメリカの航空会社。

## 歴史

### 設立

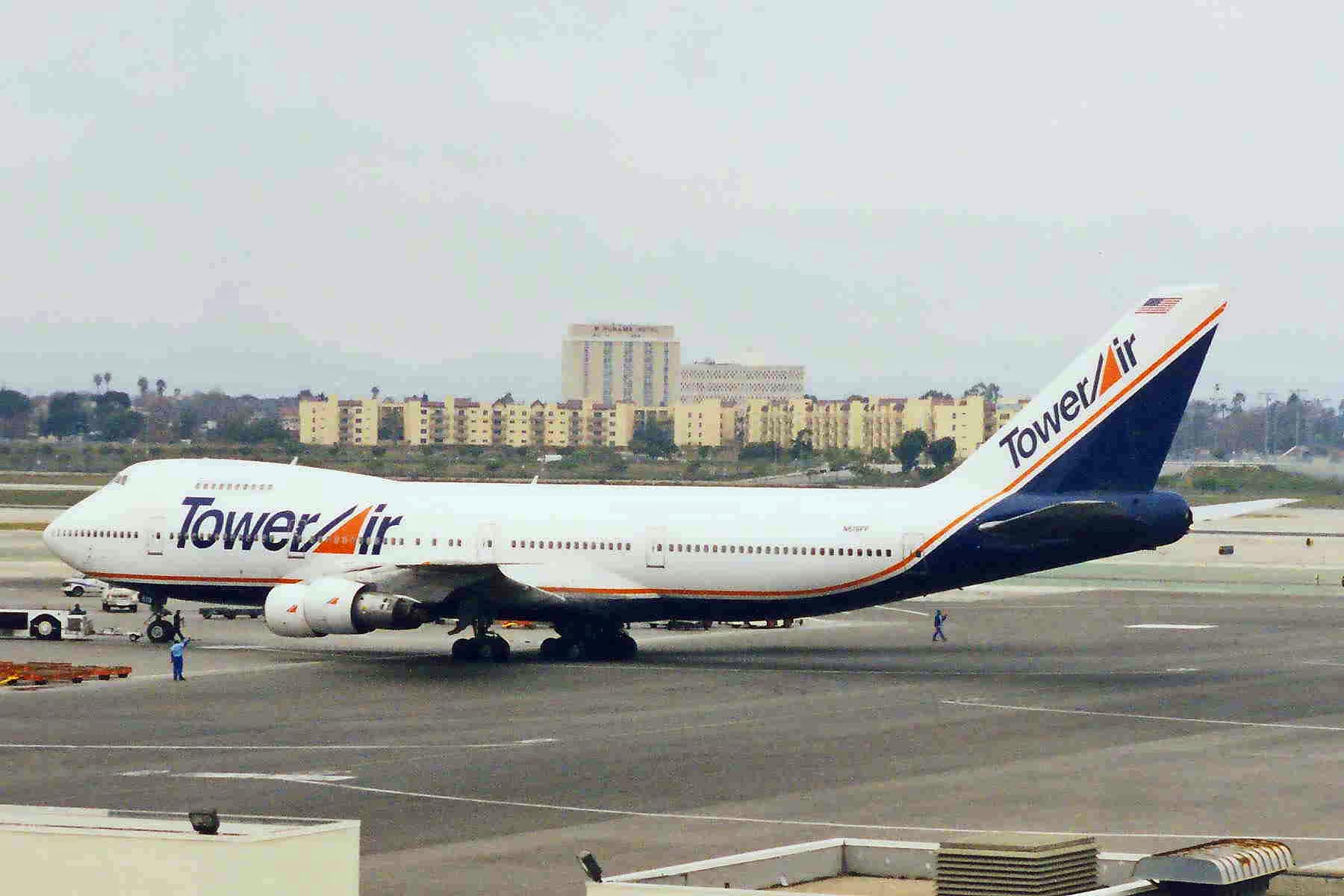
ロサンゼルス国際空港でタクシングするボーイング747型機

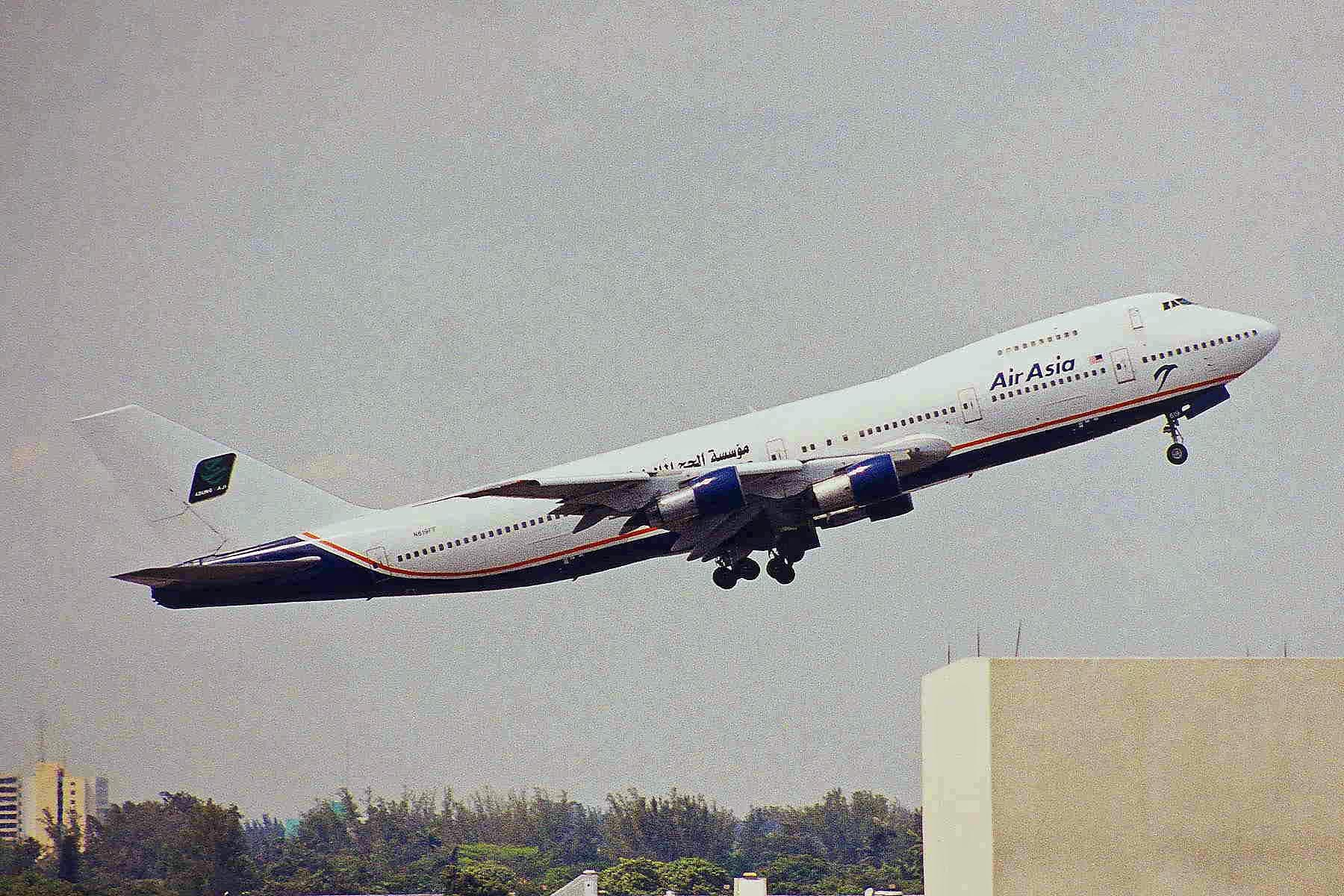
エアアジア向けのウェット・チャーター

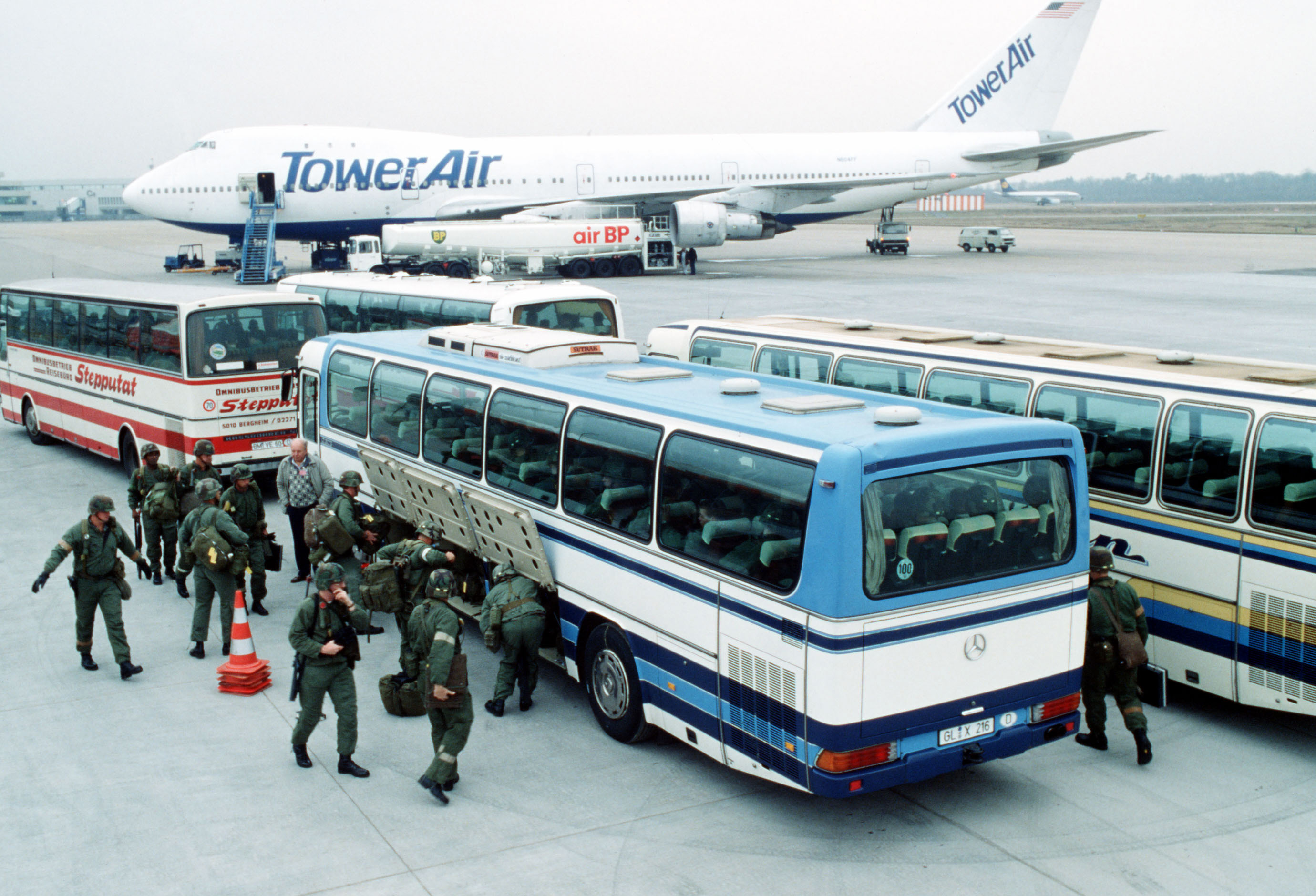
ケルン・ボン空港でアメリカ軍兵士の搭乗を待つボーイング747型機

イスラエルのフラッグシップであるエル・アル航空出身の、イスラエル系アメリカ人のモーリス・A・ナチトミが1981年に創設した旅行代理店「タワー・トラベル・コーポレーション」を前身に、1983年にニューヨークのジョン・F・ケネディ国際空港の178ビルディングを本拠地に設立された。

### 急成長
翌年の1984年に、アビアンカ航空が使用していたボーイング747-100を使用してニューヨーク-ブリュッセル-テルアビブ線の定期運航を開始した。
また、大手貨物航空会社のフライング・タイガー・ラインの系列会社で、旅客業務を行うメトロ・インターナショナル航空を、所有するボーイング747型機3機とともに買収し、国際線チャーターも開始した。
その後アメリカ国防省との契約を獲得し、パンアメリカン航空やトランス・ワールド航空、ブラニフ航空などから中古で購入したボーイング747型機を使用して、アメリカ国外の基地に駐留するアメリカ軍兵士や、各種貨物の輸送を行うチャーター運航を行った。
さらに国連平和維持軍向けの運航や、ガルーダ・インドネシア航空やエアアジア向けのウェット・チャーターによるメッカ巡礼チャーターなどを行い急成長した。

### 最盛期
1990年代の最盛期には、ニューヨークのジョン・F・ケネディ国際空港の旧パンアメリカン航空整備施設を買収、オフィス部分を改装して専用ターミナルとして使用し、低運賃を武器に14機のボーイング747型機と3機のボーイング747型貨物機で、イスラエルのテルアビブやギリシアのアテネ、フランスのパリへの定期国際線を運航した。
さらに同空港からロサンゼルス（発着はトム・ブラッドレー国際線ターミナルを使用した）やラスベガス、フォートローダーデールなどへの国内線定期路線にも進出した。

### 低評価
しかし、安く手に入れた中古機を武器に低運賃で運航していたこともあり、ファーストクラス、エコノミークラスともにその機内外サービスの評判は低く、1997年の「ザガット・サーベイ」においては評価対象航空会社61社中で59番という低い評価を受けた。
1998年2月には、FAAから整備不良を理由に276,000アメリカドルの罰金の支払いを命令された他、同年12月にはジョン・F・ケネディ国際空港で給油中に火災を起こしたことで、さらにタワーエアの評判を落とす結果となった。

### 運航停止
翌1999年1月には、最大手の顧客であるアメリカ国防省よりチャーター便の委託を停止された事を受け急激に経営状況が悪化し、翌2000年2月には連邦倒産法第11章を申請し、同年5月に全ての便の運航を停止した。

## 使用機材

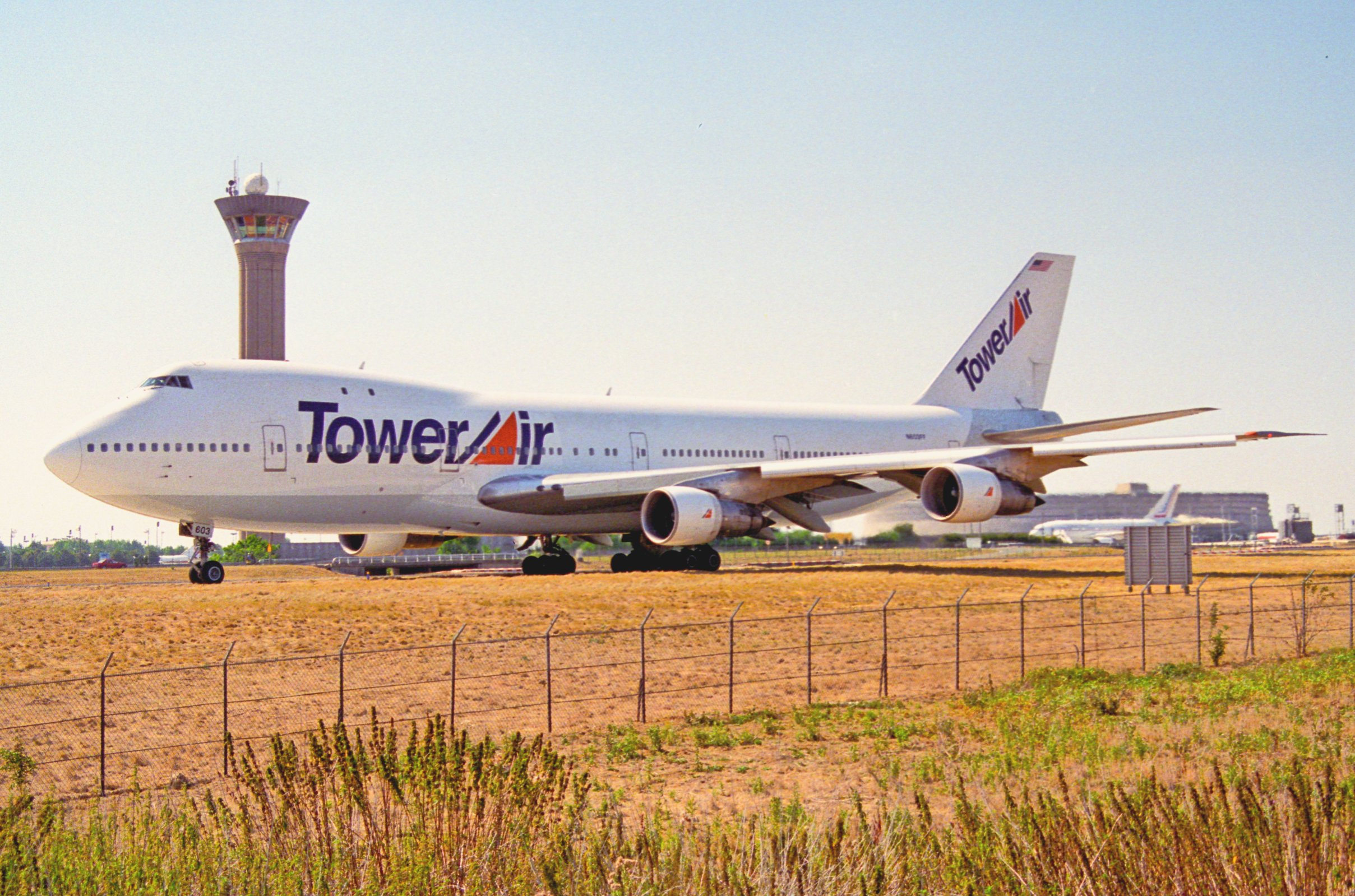
タワーエアのボーイング747-130型機

ボーイング747全ての機材が、パンアメリカン航空やトランス・ワールド航空、シンガポール航空などの大手航空会社、またはその後他の航空会社で使用されていた中古機材で、-400以前のいわばクラシックにあたるアナログ・コクピット機材であった。その上、初期の-100(JT9D-7A)のウエイトが高かった。
客室内の座席やギャレーなどの装備は統一せず、そのまま使用していたためにばらばらで、機内エンターテイメントなどはファーストクラスにも用意されていなかった。さらに他社へのウェットリースに使用されることも多かったことから、塗装も完全なものではないものも多数存在した。
購入時点で機齢が15年から25年に達したものが多く、大手航空会社のようなきめ細かいメンテナンスも施されていなかったこともあり、倒産後にそのほとんどがスクラップとなった。
- ボーイング747-100
- ボーイング747-200
- ボーイング747-100F

## 主な就航地

### 国際線定期便
- テルアビブ
- パリ
- アテネ
- サントドミンゴ

### 国内線定期便
- ニューヨーク
- ラスベガス
- マイアミ
- フォートローダーデール
- ロサンゼルス
- サンフランシスコ
- サンファン（プエルトリコ）

### チャーター便
- 横田基地
- 香港
- クアラルンプール
- ジャカルタ
- ジェッダ
- フランクフルト
- ニュルンベルク
- ルクセンブルク
- アムステルダム
- バーミンガム
- バルセロナ
- バンクーバー
- サンパウロ
- ウスアイア

## 機内クラス
- エコノミークラス
- ビジネスクラス

## 事故
- 1995年12月20日：ジョン・F・ケネディ国際空港を離陸滑走中にエンジンに問題が発生し、離陸を取りやめたもののオーバーランし前輪が各坐、大破した。
- 1998年12月2日：ジョン・F・ケネディ国際空港の自社ターミナルのスポットで給油中に火災を起こした。